# 제6회 인디다큐페스티발
제6회 인디다큐페스티발은 2006년 10월 27일에 열린 시상식이다.

## 수상 및 후보

### 국내 신작전
- 타워크레인 노동자 - 이승훈
- 얼굴들 - 지혜
- 차라리 죽여라-전국덤프노동자총파업 2005~2006 - 김미례
- 대추리 전쟁 - 정일건
- 파산의 기술 - 이강현
- 농담같은 이야기-저작권 제자리 찾아주기 프로젝트 1.0 - 태준식
- 택시 블루스 - 최하동하
- 쇼킹 패밀리 - 이경순
- 우리에겐 빅 브라더가 있었다 - 박정미
- 우리들은 정의파다 - 이혜란
- 어느날 그 길에서 - 황윤
- 동백 아가씨 - 박정숙
- 192-399 : 더불어 사는 집 이야기 - 이현정

### 특별상영
- 불타는 필름의 연대기 - 이마리오

### 한미 FTA 특별 섹션
- 파이프라인 넥스트 도어 - 니노 커타즈
- 146 - 73 = 스크린쿼터 + 한미FTA - 이조훈